# Acacia albida
Acacia albida é uma espécie de leguminosa do gênero Acacia, pertencente à família Fabaceae.